# やっさまんじゅう
やっさ饅頭（やっさまんじゅう）は、広島県三原市の銘菓のひとつ。有限会社ヤッサ饅頭本舗（広島県三原市本町3丁目）が製造・販売する饅頭である。
名称は、三原市で行われる「やっさ踊り（やっさ祭り）」に由来する。ライバルに「三万石煎餅」がある。
大きさは直径約4cm、重さ約20g弱で、やや小振りの一口サイズ。薄皮の中につぶあんが包まれている。大きさの割にはあんが多く、お土産としての評判は悪くない。
防腐剤などの保存料が使用されていないとうたわれている。JR三原駅や糸崎駅や三原市内のスーパー、広島空港の売店などで購入できる。
もみじ饅頭などとともに広島県のお土産のひとつに挙げられることがあるが、売られているのは三原市周辺に限られている。ヤマトコレクトサービス（商品着払）での発送も扱っている。
それぞれの饅頭が白い紙で包まれており、最小パックは6個入り。ほかに12コ入、15コ入、20コ入、24コ入、30コ入、40コ入、48コ入、60コ入のものがある。保存のため、白い発泡スチロールのトレイごとビニールシート内に封入されている。